# Daikin
Sede da empresa em Osaka
Daikin Industries, Ltd. (ダイキン工業株式会社, Daikin Kōgyō Kabushiki-gaisha) é uma companhia industrial japonesa, sediada em Osaka.

## História
A Daikin Industries Ltd foi estabelecida em 1923, como Osaka Kinzoku Kogyosho LP por Akira Yamada..

## Galeria
- Akira Yamada, o fundador da empresa
- Ar-condicionado Daikin na Estação de Tennōji
- Termoplástico DAI-EL produzido pela Daikin
- Rifle tipo 06 produzido pela empresa
- Bonde da Daikin em Lisboa